# Sommer i Palma
Chansons représentant la Norvège au Concours Eurovision de la chanson
Voi Voi
(1960) Kom sol, kom regn
(1962)
Sommer i Palma (« Été à Palma ») est une chanson interprétée par Nora Brockstedt représentant la Norvège au Concours Eurovision de la chanson 1961 le 18 mars à Cannes. C'est la seconde fois consécutive que Nora Brockstedt représente la Norvège à l'Eurovision, après avoir interprété la chanson Voi Voi, l'année précédente.
Nora Brockstedt a également enregistré la chanson en suédois sous le titre Sommar i Palma.

## À l'Eurovision
La chanson est intégralement interprétée en norvégien, langue nationale de la Norvège, comme le veut la coutume avant 1966. L'orchestre est dirigé par Øivind Bergh (en).
Sommer i Palma est la douzième chanson interprétée lors de la soirée du concours, suivant September, gouden roos de Bob Benny pour la Belgique et précédant Angelique de Dario Campeotto pour le Danemark.
À l'issue du vote, elle obtient 10 points et se classe 7e sur 16 chansons,.

## Liste des titres
| A1. | Sommer i Palma | Egil Hagen, Jan Wølner |  |
| B1. | Snu deg om     |                        |  |

## Reprises et adaptations
En 1961, Jean-Claude Pascal — représentant pour le Luxembourg à l'Eurovision la même année, en le remportant, et en 1981 — et Isabelle Aubret — représentante de la France à l'Eurovision en 1962, qu'elle remporte, et en 1968 —, enregistrent chacun une adaptation en français sous le titre Si, mon amour.

## Classements

### Classement hebdomadaire

#### Version d'Isabelle Aubret

##### Si, mon amour
| Classement (1961)               | Meilleure position |
| ------------------------------- | ------------------ |
| Belgique (Wallonie Ultratip 50) | Tip                |

## Historique de sortie
| Pays     | Date | Format            | Label    |
| -------- | ---- | ----------------- | -------- |
| Norvège, | 1961 | 45 tours          | Karusell |
| Norvège, | 1961 | EP super 45 tours | Triola   |